# 赤田栄
赤田 栄 (あかだ さこう）は、室町時代の武士。赤田備の子。

## 解説
宇多源氏流京極氏の忠臣であり、観応の擾乱の中で起こった近江蒲生野合戦にて佐々木道誉の身代わりとなり討死した。49歳であった。
墓所は滋賀県犬上郡甲良町にある勝楽寺で、導誉の墓と伝えられる宝篋印塔のそばに寄り添うようにまつられている。また、討ち死にした際に同族とみられる「重」という人物がいたとされるが、詳細は不明である。